# Анна Каренина (Житинкин)
«Анна Каренина» — спектакль, поставленный Андреем Житинкиным по одноимённому роману Льва Толстого «Анна Каренина».
Спектакль был поставлен в 2003 году в театре на Малой Бронной, но вскоре был снят с репертуара, и режиссёр А. А. Житинкин возобновил спектакль в своём авторском театре для показа на многих театральных сценах. Премьерные спектакли состоялись 20 апреля и 21 апреля 2006 года в Театриуме на Серпуховке, в Театре Киноактёра, а затем в Ярославле.

## Сюжет спектакля
Чередование сцен в спектакле укладывается в единую драматургическую линию жизни, которую проживают герои, путь, который они проходят. Этот путь символизируют полукруглые рельсы, на которых стоят прозрачные вагоны, подсвеченные канделябрами.
Вагончики превращаются в столы в интерьере гостиной Бетси и в театральные ложи в сцене «театр». Тёплый свет приносит гармонию и уют на фоне внутреннего хаоса и смятения героев, которые проходят через грань последнего отчаяния.
«Прекрасный ужас метели, которая рванулась Анне навстречу», в спектакле спокойная и отстранённая. Анна стоит на перроне и вглядывается в образ незнакомого человека, две фигуры холодно подсвечены одиноким фонарём.
Спектакль начинается встречей Анны (Евгения Крюкова) и Вронского (Александр Ефимов) на вокзале.
Любовная линия развивается так, как её описал Лев Толстой, но преподносится современному зрителю в эмоционально-остром характере, как невозможная любовная связь, запрещённая законом.
Образ Княгини Елизаветы Фёдоровны Тверской (Бетси) (Анна Плисецкая) в этой постановке состоит из нескольких персонажей, описанных Толстым в романе как символ общества, окружавшее Льва Николаевича, которое он и описал.
Бетси — светская львица, которая, с одной стороны, помогает Анне всё устроить, а с другой, жалит её в свойственной манере нравов высшего общества.
Во время родов дочери Анна находится на грани жизни и смерти. Врач прописывает ей морфин в качестве обезболивающего средства. Во время бреда образ мужа, Алексея Александровича Каренина (Олег Вавилов), представляется Анне с большим драконьим хвостом, и она кричит от ужаса, потому что от этого человека зависит неразрешённость её ситуации и положения в обществе, которое отказывается её принимать в качестве любовницы Вронского.
Каренин встречается с братом Анны, Князем Степаном Аркадьевичем Облонским (Стивой) (Александр Терешко), и с Дарьей Александровной (Долли) (Ольга Сирина), которые убеждают его не губить Анну.
Адвокат (Геннадий Сайфулин) объясняет Каренину суть закона, согласно которому единственной возможностью разрешения сложившейся ситуации является принятие вины на себя — то есть уличение самого себя в измене. Тогда Анна станет свободной.
Переполнившие Анну чувства делают невозможным соблюдение правил поведения в светском обществе. Она говорит мужу:
«Я не могу не быть в отчаянии! Я слушаю Вас и думаю о нём. Я люблю его. Делайте со мной, что хотите».
Безысходность ситуации и слабость здоровья Анны приводят её к нервному срыву. В таком состоянии она приходит на вокзал. Символично спектакль начинается и заканчивается сценой на вокзале.

## Действующие лица и исполнители

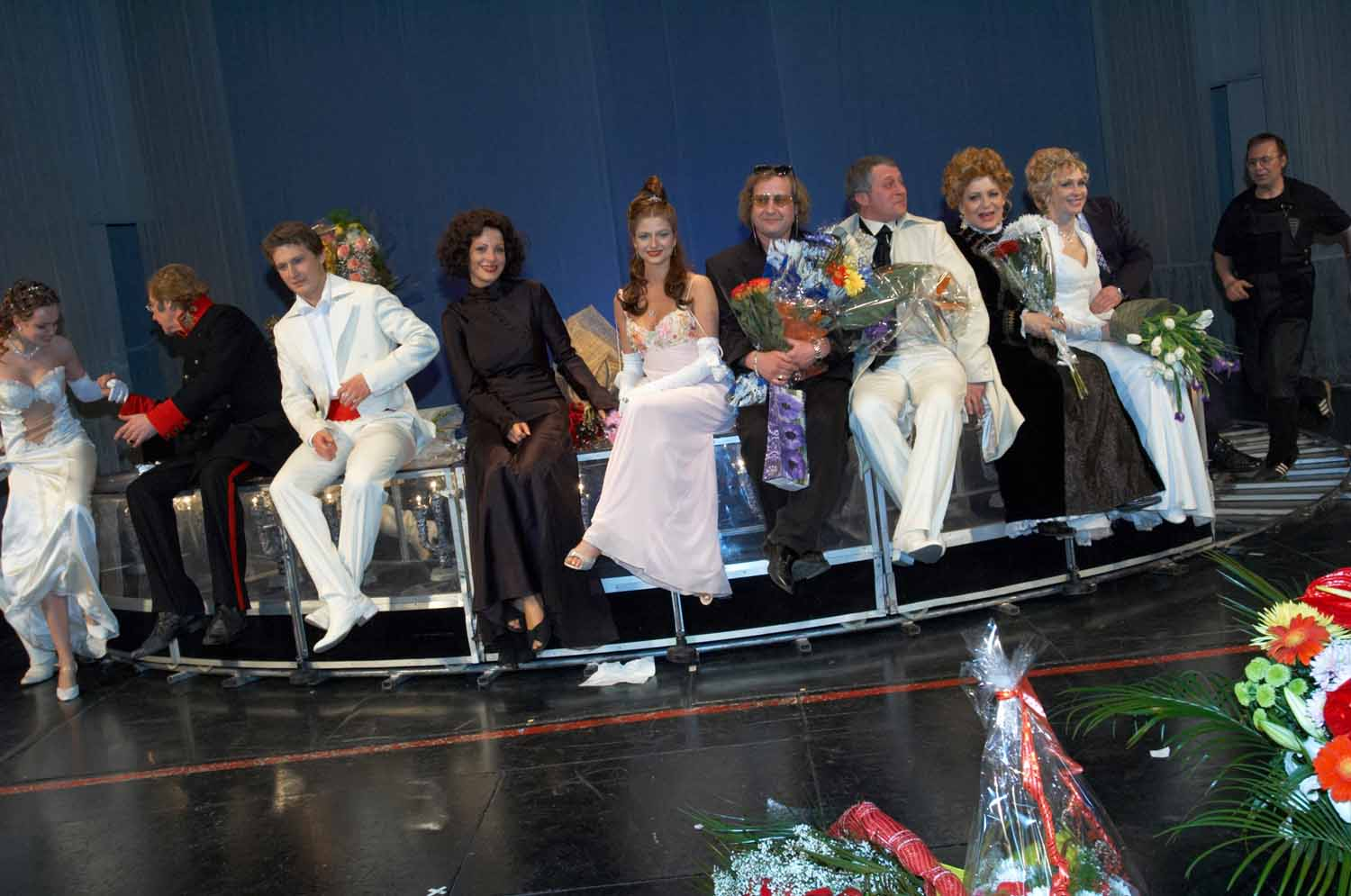
Поклоны: О.Вавилов, А. Ефимов, Е. Крюкова, А. Плисецкая, А. Житинкин, А.Терешко
21 апреля 2006

| Актёр               | Персонаж                                     |
| ------------------- | -------------------------------------------- |
| Евгения Крюкова     | Анна Аркадьевна Каренина                     |
| Олег Вавилов        | Алексей Александрович Каренин                |
| Анна Плисецкая      | Княгиня Елизавета Фёдоровна Тверская (Бетси) |
| Александр Ефимов    | Граф Алексей Кириллович Вронский             |
| Александр Терешко   | Князь Степан Аркадьевич Облонский (Стива)    |
| Геннадий Сайфулин   | Адвокат                                      |
| Ольга Сирина        | Дарья Александровна (Долли), его жена        |
| Альбина Матвеева    | Графиня Лидия Ивановна                       |
| Алексей Владиславов | Корд, тренер-англичанин                      |
| Владислав Степченко | Граф Александр Кириллович Вронский           |
| Маргарита Белкина   | Варя, его жена                               |

## Основное действие
Содержание спектакля.
Часть Первая. Картина 1. На вокзале.
Ночь. Метель. Анна и Вронский
Спектакль начинается встречей Анны и Вронского на вокзале, две фигуры в густом дыму холодно подсвечены одиноким фонарём. Вронский сразу же говорит Анне, что видеть её и слышать её голос — смысл его жизни, потому он и едет. Анна просит Вронского забыть о его признании…
Картина 2. Гостиная Бетси
Бетси, Корд, Варя, Лидия Ивановна, Вронский, Анна, Каренин
Уютный салон Бетси Тверской был в центре внимания общества, там проходила светская жизнь города, в непринуждённой лёгкой беседе обсуждались туалеты актрис оперы «Буфф», любовные интрижки и дуэли. Не обошли вниманием и симпатии Алексея Вронского к Анне Карениной, который следовал за ней, как тень. Бетси показывает своё расположение Вронскому и считает Каренина глупцом.
Тайно влюблённая в Каренина графиня Лидия Ивановна утверждает, что «таких государственных людей мало в Европе». Словно предчувствуя дальнейшее развитие истории, Бетси Тверская говорит: «но Анну я Вам не отдам», желая овладеть ситуацией и всегда быть в курсе событий, шёпотом сообщает только вошедшему Вронскому: «Она не была». Разговор гостей в салоне продолжается уже на тему ошибок любви и «браку по страсти», в беседу вовлекают Алексея Вронского и Анну, которая приехала развеяться к Бетси, сбежав от скучного общества жены посланника.
Входит Каренин со словами: «Ваш Рамбульё в полном составе». Граф Александр Вронский рассказывает о том, как обманутый муж убил соперника на дуэли, Бетси Тверская считает развод наилучшим выходом, а Каренин отвергает скандальный процесс, предлагая «обманутому мужу простить презренную жену».
Для Анны и Вронского внешний мир перестал существовать, они беседуют за чайным столиком. Анна настаивает на том, чтобы Вронский просил прощения у Кити Щербацкой, которая очень больна… Лидия Ивановна обращает внимание хозяйки салона Бетси на «неприличную ситуацию», и Елизаветта Павловна приглашает гостей к ужину. Рассерженный отказом жены ехать домой, Алексей Иванович Каренин покидает дом Бетси Тверской.
Картина 3. Кабинет Каренина
Каренин и Анна
Каренин мерит шагами свой кабинет, рассуждая вслух, он готовит своей жене объяснительную речь, похожую на доклад о важности общественного мнения и религиозного значения брака. Входит Анна. Алексей Александрович пытается объяснить законы приличия ослеплённой любовью Анне, но она «ничего не понимает»… Ведь он встревожен лишь общественным впечатлением и не знает любви.
Картина 4. Гостиная Карениных
Вронский и Анна
В полумраке Анна и Вронский всецело поглощены переполнившим их чувством, дрожа от счастья, они признаются в вечной любви.
Картина 5. Терраса
Вронский и Анна
Анна в ожидании своего сына Серёжи после прогулки. Вронский умоляет её сообщить обо всём мужу и прекратить невыносимую ложь. Анна представляет Каренина «злой машиной» и не верит в возможность побега, ведь муж предпримет все необходимые меры, чтобы избежать позора и остановить скандал. Вронский уезжает на скачки. Анна остаётся ждать Бетси, которая за ней должна заехать.
Картина 6. Конюшня
Вронский, Корд, Александр
Англичанин Корд помогает Вронскому готовить лошадь Фру-Фру к предстоящим скачкам. Входит брат Александр, он сообщает Алексею о том, что его видели в Петергофе около дома Карениных, и матушка очень обеспокоена недовольством высокопоставленных чиновников, вызванным отказом Вронского от важного для карьеры назначения в Ташкент. Вронский говорит, что «обыкновенная пошлая светская связь» не вызвала бы беспокойства, но для него Анна дороже жизни и просит не вмешиваться. Звучит звонок. Корд даёт последние перед скачками советы.
Картина 7. Скачки. Беседка на ипподроме
Каренин, Бетси, Варя, Стива, Корд, Анна
Играет духовой оркестр. Каренин монотонно рассуждает о роли Англии в конном спорте и признаках «низкого развития любителей подобных зрелищ». Бетси Тверская отпускает в его сторону колкости и пытается вовлечь в беседу Анну, которая смотрит в бинокль и не слышит. Взволнованная Варя говорит «если бы я была римлянкой, я бы не пропустила ни одного цирка». Стива Облонский иронично предлагает Каренину поучаствовать в состязании. Корд рассказывает Бетси о препятствиях, которые должны преодолевать лошади офицеров. Все бинокли направляются в сторону скачек. Бетси вскрикивает от неожиданности: Вронский упал. Стива и Александр бросились к нему. Каренин тщетно предлагает руку побледневшей Анне. Стива сообщает, что «Вронский не убился, но лошадь сломала спину». , и даёт Анне стакан воды. Бетси говорит Каренину, что привезёт Анну позднее, но Каренин уводит супругу. Бетси посылает слугу узнать подробности о Вронском и сообщить их Анне. Раздаётся выстрел.
Картина 8. Беседка ресторана
Анна и Каренин
Вдалеке слышна музыка. С каменным лицом Каренин холодно отчитывает Анну, которая в отчаянии восклицает, что ненавидит его и любит Вронского. Каренин требует немедленного переезда в Петербург для соблюдения внешних условий приличия.
Картина 9. Кабинет Каренина
Каренин и Анна
Каренин требует от Анны не компрометировать супружеские отношения, тогда она сможет пользоваться правами честной жены, не исполняя её обязанностей. Алексей Александрович сообщает, что не обедает дома и направляется к выходу.
Картина 10. Комната Анны
Анна и Вронский / Анна и Каренин
Вронский сталкивается в дверях с Карениным.
Анна ревностно расспрашивает Алексея о его времяпрепровождении, говорит, что только Бетси не боится общаться с ней и утром нанесла визит. Вронский не понимает, как Каренин может переносить такое положение, почему не вызвал его на дуэль, не порвал с Анной и не даёт развода. Анна пытается объяснить, что Каренина всё устраивает, что он восемь лет душил её жизнь, и Анна хочет разорвать эту ложь, но не видит выхода, так как в случае развода Каренин отберёт сына. Алексей Вронский беспокоится о здоровье в её положении, Анна сообщает, что может умереть при родах, она видела вещий сон. Вронский целует руку Анны и выходит.
Каренин направляется с ключом к ящику письменного стола в поисках любовных писем. Он сообщает Анне о том, что намерен принять меры, так как она не соблюла условия приличий и принимает в доме Вронского. Анна умоляет оставить ей сына Серёжу, но Каренин непреклонен, он заберёт сына, которого уже не любит.
Картина 11. Кабинет Адвоката. Петербург
Адвокат и Каренин
Каренин сообщает адвокату об имеющихся у него любовных письмах, доказывающих измену. Но адвокат говорит, что писем недостаточно, и что случаи невольного уличения свидетелем преступной стороны в прелюбодеянии крайне редки. И обычно приходят к «соглашению о прелюбодеянии одного из супругов и уличение преступной стороны по взаимному соглашению».
Картина 12. Гостиная у Облонских
Стива и Каренин / Долли и Каренин
Каренин сообщает Стиве Облонскому о разрыве родственных отношений. Стива просит не торопиться, ведь произошло недоразумение. Долли просит Каренина простить Анну, как простила она измены своего мужа, и спасла её именно Анна, примирив супругов. Но Каренин решился на последнюю меру, чтобы выйти из унизительного положения жизни втроём. Долли умоляет не губить Анну, «ведь она будет ничьей женой, она погибнет!»
Стива читает телеграмму от Анны: «Умираю. Прошу, умоляю приехать. Умру с прощением спокойнее». Каренин выбегает из дома.
Картина 13. Комната Анны (болезнь)
Бетси, Анна, Каренин, Вронский
Вронский плачет у постели Анны. Бетси сообщает Каренину о плохом состоянии здоровья, и доктора сказали, что надежды нет. Анна бредит и просит о прощении, беспокоится о судьбе дочери и сына. Каренин склоняется над ложем и рыдает. Анна просит Алексея Каренина обнять Алексея Вронского в знак примирения. Она мечется, мучаясь от боли и требует морфин. Бетси закрывает ширмой постель. Каренин признаётся Вронскому, что желал смерти Анны, ненавидел сына, и желание мстить преследовало его, когда он начал бракоразводное дело. Но теперь он увидел жену и простил, никогда не покинет её, даже став посмешищем света, и просит Вронского удалиться.
Картина 14. Комната Вронского
Вронский (выстрел)
В полном смятении чувств Вронский бессознательно повторяет слова «всё кончено, я не могу жить без неё», и вспоминает слова Каренина. Всё теряет смысл. Вронский достаёт револьвер и стреляет в сердце.
Часть Вторая. Картина 1. Спальня Анны
Анна и Бетси / Анна и Каренин / Стива и Каренин
На кровати — Анна в белом балахоне. Бетси, одетая по последней моде.
Анна в белом балахоне сидит на постели. Бетси ходит по комнате в роскошном туалете и держит в руке мундштук. Она пытается разрешить семейную ситуацию в логичной светской свойственной ей манере. Входит Каренин, Бетси пытается уговорить его в последний раз принять Вронского, который уезжает в Ташкент. Не получив желаемого понимания, удаляется. Каренин интересуется здоровьем Анны и выходит из комнаты.
Появляется Стива, только в лице брата Анна находит понимание, вместе они пытаются раскрыть сложившуюся ситуацию. Анна говорит, что ненавидит Каренина за его добродетель, она натянута как струна, и летит головой вниз в пропасть. Стива смягчает тона и говорит о фактах, которые уже произошли: о браке без любви, о счастье любви и несчастье полюбить не своего мужа, который простил. Нет положения, из которого не было бы выхода. Анна слышит плач новорождённой дочери и уходит, Стива остается один.
Через несколько мгновений входит Каренин с письмами в руках. Стива читает вслух письмо Каренина к Анне, он надеется на его великодушие и просит Каренина дать Анне развод.
Картина 2. Спальня Анны
Анна и Вронский
Вронский и Анна бросаются в объятия друг к другу. Алексей говорит о своём отказе от назначения в Ташкент, и что они поедут в Италию, как муж с женой, своей семьёй. Анна беспокоится о судьбе сына Серёжи, которого придётся оставить, поэтому она не хочет развода с Карениным.
Картина 3. Кабинет Каренина
Каренин, Корней, Лидия Ивановна
Каренин в отчаянии сидит за столом. Набожная графиня Лидия Ивановна восхваляет милосердие Каренина ниспосланное свыше. Алексей Александрович благодарит графиню за желание помочь в хозяйстве. Каренин находит утешение в женской заботе графини. Она собирается сказать Серёже, что «отец его святой, и что мать его умерла».
Картина 4. Театр
Бетси, Корд, Александр, Варя, Лидия Ивановна / Анна и Вронский
Бетси, графиня Вронская, Александр, Варя и Корд слушают итальянскую оперу. Все оглядываются на пустую ложу, в которую входит Анна, и перешёптываются. Бетси расспрашивает Вронского о поездке в Италию и прямо заявляет о необходимости брака с Карениной. Вронский просит жену своего брата принимать у себя Анну, но Варя отказывает «поднять её». Вронский не считает, что «Анна упала более чем сотни женщин, которых они принимают». Корд зовёт Алексея назад в полк. Графиня Вронская не одобряет связи сына. Лидия Ивановна демонстративно выходит из ложи и громко объявляет, что ей «позорно сидеть рядом с этой женщиной». В театре волнение, вызванное скандалом.
Картина 5. Коридор Театра
Вронский и Анна
Со слезами отчаяния Анна обвиняет Вронского в реакции света на своё появление и в словах графини, Алексей не придаёт им большого значения, но Анна желает, чтобы он мучился, также как она…
Картина 6. Гостиная в доме Каренина
Лидия Ивановна и Каренин
Лидия Ивановна с восхищением смотрит на гордого Каренина с лентой ордена Александра Невского. Графиня сообщает о письме, в котором Анна просит о свидании с сыном, и настаивает на отказе, так как Серёжа считает мать умершей.
Картина 7. Вестибюль в доме Каренина
Корней, Анна, Серёжа (голос)
Корней встречает незнакомую барыню, Анна поднимает тёмную вуаль, и слуга пропускает её в комнату сына. Анна со слезами обнимает Серёжу, который никогда не верил в то, что она умерла. Каренин стоит у двери и слышит их диалог. Поклонившись Каренину, Анна стремительно уходит.
Картина 8. Имение Вронского
Вронский и Долли
Вронский рассказывает Долли о жизни в имении, о настоящем счастье, о неприятии света, в котором они и не нуждаются в настоящее время. Но, по закону дочь Вронского и сын, о котором он мечтает, не являются наследниками его имени и состояния, они дети Каренина. Долли обещает уговорить Анну написать письмо Каренину с просьбой о разводе.
Картина 9. Имение Вронского
Долли и Анна
Анна обеспокоена тем, что Вронский всё больше времени проводит в свете без неё. Только одна Бетси Тверская навестила её и считает, Анна из всего делает мучение. Долли говорит о необходимости для Вронского иметь законные права на Анну и их дочь. Анна считает, что под влиянием Лидии Ивановны Каренин напишет оскорбительный ответ, но даже при согласии на развод, сын Серёжа вырастет, презирая мать. Анна любит больше жизни Алексея и Серёжу, которых невозможно соединить, в этом безвыходность ситуации.
Картина 10. Библиотека
Анна и Вронский
Анна сидит у камина в ожидании Вронского, мыслит вслух о том, что Алексей охладел к ней, он даже не поверил письму, в котором она писала, что их дочь Ани нездорова… Вронский говорит о своих делах и обязанностях, к которым не стоит ревновать, и что он не хочет с ней разлучаться никогда. Анна сообщает, что напишет просьбу о разводе и будет сопровождать Алексея в поездке в Москву.
Картина 11. Кабинет Каренина
Стива и Каренин
Стива, преодолевая неловкость, нарушает молчание. Он просит более не мучить Анну, положение её и без того мучительно и невозможно, она томится, как приговорённый к смерти, в ожидании его решения в Москве вот уже шесть месяцев. Но Каренин считает вопрос решённым и отказывается от данных обещаний.
Картина 12. Комната Анны в Москве
Анна и Вронский. (сундуки)
Меблированные комнаты. Анна укладывает вещи в дорожные сундуки и собирается вернуться в деревню. Она расспрашивает Вронского о том, как он провёл время, о гостях на обеде. Раздаётся звонок, и Вронский приносит телеграмму от Стивы, в которой он пишет, что «сделал всё возможное, и надежды получить развод нет». Вронский должен быть у матери в подмосковном имении, но Анна настаивает на немедленном отъезде, нервы её натянуты, а мать Вронского присмотрела ему в невесты княжну Сорокину.
Анна говорит, что «женщина, которая не угадала сердцем, в чём лежит счастье её сына, не имеет сердца». Раздражённый беседой Вронский уезжает, Анна остаётся одна.
Картина 13. Платформа станции.
Анна (смерть) / (Рельсы. Темно.)
В полумраке Анна сжигает бумаги, рядом с ней станционный мужик… Все мысли Анны о безысходности и мучительности положения, об угасающей любви Вронского и о возрастающей любви Анны к нему. Нужно избавиться от того, что беспокоит, избавиться от всех и от себя. Слышен отдалённый гудок паровоза. Анна прислушивается. Она опускается по лестнице к рельсам, делает привычный жест крестного знамения. Затемнение. «Где я, что я делаю?! Господи, прости мне всё!!!»

### Диалог
Текст Л. Н. Толстого. Диалог Бетси и Анны (нет в спектакле)
Бетси: — Пожалуйста, нам чаю в маленькую гостиную, — сказала Бетси, как всегда прищуривая глаза при обращении к лакею. Взяв от него записку, она прочла её.

— Алексей сделал нам ложный прыжок, — сказала она по-французски, — он пишет, что не может быть, прибавила она таким естественным, простым тоном, как будто ей никогда и не могло приходить в голову, чтобы Вронский имел для Анны какое-нибудь другое значение, как игрока в крокет.

Анна: — А! — равнодушно сказала Анна

Бетси: — Однако надо написать Алексею, — и Бетси села за стол, написала несколько строк, вложила в конверт.

— Я пишу, чтоб он приехал обедать. У меня одна дама остаётся без мужчины. Посмотрите, убедительно ли? Виновата, я на минутку вас оставлю. Вы, пожалуйста, запечатайте и отошлите, — сказала она от двери, — а мне надо сделать распоряжение.

Ни минуты не думая, Анна приписала внизу: «Мне необходимо вас видеть. Приезжайте к саду Вреде. Я буду там в 6 часов». Она запечатала, и Бетси, вернувшись, при ней отдала письмо.

Анна: — Лиза Меркалова очень мила… Но скажите, пожалуйста, я никогда не могла понять, что такое её отношение к князю Калужскому? Что это такое? Я не понимаю тут роли мужа.

Бетси: — Муж? Муж Лизы носит за ней пледы и всегда готов к услугам. А что там дальше, в самом деле, никто не хочет знать. В хорошем обществе не говорят и не думают даже о некоторых подробностях туалета. Так и это… Вот, видите ли, я в счастливом положении. Я понимаю вас и понимаю Лизу. Теперь она, может быть, нарочно не понимает, что хорошо и что дурно. Видите ли, на одну и ту же вещь можно смотреть трагически и сделать из неё мучение, и смотреть просто и даже весело. Может быть, вы склонны смотреть на вещи слишком трагически.

Анна: — Как бы я желала знать других так, как себя знаю. Хуже ли я других или лучше? Я думаю, хуже.

Бетси: — Но вот и они.

## Создатели спектакля
Сценическая версия, постановка, музыкальное оформление
- Постановка: Андрей Житинкин
- Сценография и костюмы: Андрей Шаров
- Продюсер: Тереза Дурова
- Помощник режиссёра — Марина Любкина

## Телезапись
Спектакль «Анна Каренина» был снят телеканалом «Звезда» и телеканалом «Столица», режиссёр добавил некоторые спецэффекты и немного сократил хронометраж спектакля при монтаже. Первый эфир был 19 августа 2006, в 23:15.

## Предыстория
В 2003 году А. Житинкин поставил спектакль в театре на Малой Бронной, с которым не смогли ужиться режиссёры: Трушкин (позднее), выразивший свой уход «отсутствием реформ в абсурдной театральной системе» и словами «…Меня пригласили к „больному“, но „больной“ оказался „покойником“…» и Житинкин, по описанию «политической ситуации в театре», к слову говоря, не имеющей прямого отношения к спектаклю: 
«…лебединая песня Андрея Житинкина в качестве главного режиссёра: работу над спектаклем Житинкин вёл под прессингом своего увольнения. „Каренина“ лишний раз доказала — не так страшен Андрей Житинкин, как его „малюют“ директор и группа товарищей артистов, якобы борющихся за сохранение духа Эфроса в стенах Малой Бронной»
В постановке Житинкина не было абсолютно ничего сверх модернового и скандального, это была классическая постановка. Неприятным моментом стал конфликт режиссёра с руководством и его раскрутка в прессе, сыгравшая на скандальный имидж Житинкина. Незыблемый шедевр Льва Толстого не пострадал.
В 2006 году в рубрике новостей «Российской газеты» описывалась новая постановка :

Два вечера подряд на сцене Театриума наблюдается ажиотаж.
На здешней сцене возобновлен спектакль «Анна Каренина», который три года назад стал роковым для режиссёра Андрея Житинкина. Премьера «Анны Карениной» состоялась в 2003 году в Театре на Малой Бронной. Несмотря на успех у публики, спектакль был снят, а Житинкина обвинили в извращении классики и сняли с поста главного режиссёра.
Новая версия несколько отличается от предыдущей, но любовный треугольник Вронский — Каренина — Каренин остался прежним, его исполнители также не поменялись. В спектакле заняты: Евгения Крюкова (Анна), Александр Ефимов (Вронский) и Олег Вавилов (Каренин). В образе княгини Бетси предстала балерина Анна Плисецкая.
— Татьяна Хорошилова 

## Комментарии
1. ↑  Л.Н. Толстой описывает кошмар Анны: «Она заснула тем тяжёлым мёртвым сном, который дан человеку, как спасение против несчатия, тем сном, которым спят после свершавшегося несчастия от которого надо отдохнуть. Она проснулась утром не освежённая сном. Страшный кошмар представился в сновидениях ей опять: старичок-мужичок с взлохмаченной бородой что-то делал, нагнувшись над железом, приговаривая Il faut le battre le fer, le broyer, le pétrir. Она просыпалась в холодном поте». — Рукописи Л.Н. Толстого [2]
2. ↑  «Так как закон требует таких улик, которых почти не возможно добыть, то дело обычно улаживается тем, что один из супругов добровольно принимает на себя вину и, ради улик в неверности, устраивает нередко сцены, по циничности своей совершенно неудобные для описания. Принявший на себя вину предаётся покаянию по решению суда и лишается права вступать в новый брак». [3]
3. ↑   В романе Толстого, на расспросы Анны отвечают: «Граф Вронский? От них сейчас тут были, встречали княгиню Сорокину с дочерью». В этот момент кучер Михайла, гордый выполненным поручением, подал небрежным почерком написанную записку: «Очень жалею, что твоё письмо не застало меня, я буду в десять часов»… Анна вспомнила о раздавленном человеке в день её первой встречи с Вронским, и поняла, что ей надо делать. Быстрым и лёгким шагом…[4]
4. ↑  В более ранних вариантах романа Толстого порядок сцен другой: Повествование начинается со съезда гостей после оперы у молодой хозяйки (Бетси Тверской): «Гости после оперы съезжались к молодой княгине Врасской». Анна уединяется с Вронским за круглым столиком и не расстается с ним до разъезда гостей. С тех пор она не получает ни одного приглашения на балы и вечера большого света. Муж, уехавший раньше жены, уже знал: сущность несчастия уже совершилась
5. ↑  Построение спектакля — по сценарию Н. Д. Волкова, но некоторые реплики персонажей написаны в пьесе по рукописям Л. Н. Толстого. Таким образом, А.Житинкин приблизил свою пьесу к первоначальному замыслу писателя.
6. ↑  «Анна Каренина» на YouTube — Картина 2. Гостиная Бетси; К.7. Беседка на ипподроме
7. ↑  Разговор искренний шуточный насмешливый блестящий умный (пометки Толстого на полях)
8. ↑  В первоначальном замысле романа Толстого: Вместо графини Лидии Ивановны фигурирует сестра Каренина, Екатерина Александровна, заботливо занимающаяся воспитанием его сына, имя которого — Саша.
9. ↑  Часть картины «Салон Бести» взята с предыдущей сцены в романе Толстого в театре, фразы Бетси и Вронского: «Удивляюсь этому ясновидению влюблённых» и далее.
10. ↑  в романе Толстого глупцом Каренина считает княгиня Мягкая (стр. 174), но в рукописях Толстого все высказывания принадлежат прямой даме с римским профилем
11. ↑  «Все недовольны своей памятью, но никто не жалуется на свой разум» — Франсуа де Ларошфуко
12. ↑  в романе Толстого «О чём Вы там злословили?» говорит Бетси (стр. 176)
13. ↑  «В молодости я была влюблена в дьячка, не знаю, помогло ли мне это» — говорит у Толстого княгиня Мягкая
14. ↑  «Нет, я думаю, без шуток, для того чтобы узнать любовь, надо ошибиться и потом поправиться», — сказала княгиня Бетси (Л.Н. Толстой, стр. 178)[4]
15. ↑  Парижский салон маркизы Екатерины Рамбульё (1588—1665) объединял людей «большого света», сатирически изображён Мольером в пьесах «Смешные жеманницы» и «Учёные женщины»
16. ↑  "Лошадь офицера князя Дмитрия Борисовича Голицына при взятии барьера сломала себе спину. Сын военного Министра Милютина, который выиграл скачку в Красном Селе, в романе — Махотин). В романе Толстой описал случай со слов князя Д. Д. Оболенского
17. ↑  Адвокатура в России была учреждена судебной реформой 1864 года, вместе с образованием гласного суда.
18. ↑  «Так как закон требует таких улик <…> Принявший на себя вину лишается права вступать в новый брак».
19. ↑  Адвокат - Г.Сайфулин («Анна Каренина») на YouTube
20. ↑  «В „Анне Карениной“ все всегда ждут, как Каренин придёт на встречу с адвокатом. Роль адвоката очень важная, потому что он должен в какой-то степени переориентировать Каренина. За внешней холодностью Сайфулина всегда есть какая-то внутренняя ирония, и она изумительная». [10]
21. ↑  фр. faire faux bond — дать ложное обещание

## Пресса
- Татьяна Хорошилова. Спектакль "Анна Каренина" (недоступная ссылка — история). Дата обращения: 10 июня 2010. — Российская газета, 2006
- Мария Покровская. «Житинкин между Садовым и Третьим транспортным». Дата обращения: 10 июня 2010. — Независимая газета, 28 Апреля 2006
- Екатерина Кретова. Балерина Анна Плисецкая: "В три года я уже играла в «Анне Карениной». Дата обращения: 10 июня 2010. Архивировано 21 апреля 2012 года. — газета «Известия», 25 апреля 2006
- Мария Егорова. Андрей Житинкин: «Обожаю заглядывать в окна…» Журнал "Москвичка". Дата обращения: 10 июня 2010. Архивировано 21 апреля 2012 года. — 14.11.2009